# Prix Jacques Herbrand
Der Prix Jacques Herbrand ist ein Preis für junge Wissenschaftler (unter 35 Jahren) der Académie des Sciences, der seit 1998 jährlich vergeben wird, seit 2003 abwechselnd an Physiker und Mathematiker. Er ist mit 8.000 Euro dotiert (Stand 2024) und nach Jacques Herbrand benannt.

## Preisträger
- 1998 Loïc Merel, Mathematik, Franck Ferrari, Physik (Dualität in supersymmetrischen Yang-Mills-Theorien)
- 1999 Brahim Louis, Physik (ultrakalte Atome in optischen Gittern), Laurent Manivel, Mathematik (für Kohomologie homogener Faserräume, Plethysm, Geometrie projektiver Varietäten)
- 2000 Albert Cohen, Mathematik (Bildkompression), Philippe Bouyer (Atominterferometrie)
- 2001 Yvan Castin (Theorie Bose-Einstein-Kondensate), Laurent Lafforgue, Mathematik
- 2002 Pascal Salière (Theorie Atom-Laserfeld-Wechselwirkung), Christophe Breuil, Mathematik
- 2003 Wendelin Werner, Mathematik
- 2004 Nikita Nekrasov, Physik
- 2005 Franck Barthe, Mathematik
- 2006 Maxime Dahan (Bloch-Oszillationen von Atomen in stehenden Lichtwellen, Nanokristalle)
- 2007 Cédric Villani, Mathematik
- 2008 Lucien Besombes, Atomphysik/Quantenoptik
- 2009 Artur Avila, Mathematik
- 2010 Julie Grollier, Spintronik
- 2011 Nalini Anantharaman, Mathematik
- 2012 Patrice Bertet, CEA Saclay, Quantenoptik/Atomphysik
- 2013 David Hernandez, Mathematik
- 2014 Aleksandra Walczak, ENS Paris, Physik
- 2015 Cyril Houdayer, Mathematik
- 2016 Yasmine Amhis, Physik
- 2017 Hugo Duminil-Copin, Mathematik
- 2018 Alexei Chepelianskii, Physik
- 2019 Nicolas Curien, Mathematik
- 2020 Basile Gallet, Physik
- 2021 Olivier Benoist, Mathematik
- 2022 Igor Ferrrier-Barbut, Emmanuel Flurin, Physik
- 2023 Kestutis Cesnavicius, Mathematik,[1] Vivian Poulin-Détolle, Physik[2]
- 2024 Omar Mohsen, Mathematik,[3] Guillaume Michel, Physik[4]